# Jesús Martínez Jayo
Jesús Martínez Jayo (Madrid, 4 de diciembre de 1942) es un exjugador y entrenador de fútbol español.

## Trayectoria

### Jugador
Jesús Martínez Jayo llegó al Atlético de Madrid a los dieciséis años. Desarrolló prácticamente toda su carrera en este club, si bien estuvo cedido al inicio al Langreo y, tras recuperarse de una lesión de rodilla, jugó sus dos últimos años en el Sevilla CF.
Como jugador ganó tres Ligas (1965/66, 1969/70 y 1972/73) y dos Copas del Generalísimo (1965 y 1972), todos los títulos en el Atlético de Madrid.

### Entrenador
Una vez retirado pasó a formar parte del cuerpo técnico del Atlético de Madrid. En dos ocasiones tuvo que hacerse cargo del primer equipo. En la temporada 1979/80, en la que dirigió un partido tras el cese de Luis Aragonés y antes de la llegada de Marcel Domingo, y en la 1986/87 cuando dirigió doce partidos de Liga tras cesar Vicente Miera y antes de llegar de nuevo Luis Aragonés.